# Sävträsket
Sävträsket är en sjö i kommunen Lovisa i landskapet Nyland i Finland. Sjön ligger 13,6 meter över havet. Arean är 54 hektar och strandlinjen är 3,26 kilometer lång. Sjön  ingår i Forsby å huvudavrinningsområde.   Den ligger omkring 74 km nordöst om Helsingfors. 
Nordöst om Sävträsket ligger Liljendal. 